# Усадьбы Тульской области
Тульская область занимает одно из ведущих мест в России по количеству дворянских усадеб. На территории бывшей губернии насчитывается 305 построек, часть из которых находится в разрушенном состоянии, а некоторые восстанавливаются частными владельцами.
В 2015 году на базе глобального одноимённого федерального маршрута в Тульской области был сформирован кластер «Русские усадьбы», куда были включены основные действующие усадебные комплексы Тульской области: музей-усадьбу Л. Н. Толстого «Ясная Поляна» (Щёкинский район), музей-заповедник В. Д. Поленова (Заокский район), музей-усадьбу А. Т. Болотова «Дворяниново» (Заокский район), музей-усадьба А. С. Хомякова «Богучарово», историко-мемориальный музейный комплекс «Бобрики» (Донской), усадьба Бобринских (Богородицк), усадьбу купца Байбакова (Епифань).
С 2019 года Тульская область является участником ведомственного проекта «Возрождение исторических усадеб» национального проекта «Культура». Проект направлен на приведение исторических усадеб в надлежащее техническое состояние с сохранением культурно-исторической ценности объекта, его аутентичности, среди которых усадьба Пасхаловых, усадьба Кульжинских, усадьбы Мальцевых. Центр по охране памятников истории и культуры разработал 25 эскизных проектов реставрации усадеб Тульской области, например, усадьба Гартунгов (Ясногорский район), усадьба Тургеневых (Чернский район), усадьба Оленьково (Венёвский район), усадьба Бобрики (Донской) и другие.
Корпорации развития Тульской области привлекает к реставрации частных владельцев, которым предлагается покупка дворянских усадеб за минимальную цену с обязательством по их восстановлению и использованию по своему назначению. К наиболее перспективным в плане восстановления и дальнейшего использования относятся усадьбы Кульжинских в Юдинках, Кампанари в Урусово, Бутовича в Прилепах, Мальцовых в Воскресенском, Елагиных в Уткино, Черкасова в Володькино, Прохорова в Белёве, Бобрищевых-Пушкиных в Егнышевке, Горшковых и Тюфякина в Алексине.
В статье перечислены дворянские усадьбы, расположенные на территории Тульской области. Список неполный, отсортирован по алфавиту месторасположения.

## Сохранившиеся и используемые
В список входят усадебные комплексы с сохранившимся главным домом и иными объектами (флигели, хозяйственные постройки, усадебные церкви, парки и сады), которые в настоящее время музефицированы или используются в иных целях.
| Фото | Название                  | Адрес                                              | Описание |
| ---- | ------------------------- | -------------------------------------------------- | --- |
|      | Усадьба Маслова           | Алексин, ул. Советская, д. 38                      | Усадьба купцов Масловых. В комплекс входит усадебный дом. |
|      | Усадьба Бибиковых         | Алексин, село Сенево                               | Известна с середины XVIII века как имение полковницы Елены Давыдовы Хитровой. В комплекс входят барский дом в стиле классицизм, усадебный парк с прудом, хозяйственная постройка XIX века. Преображенская церковь 1853 года утрачена. В настоящее время в усадебном доме располагается Сеневская основная общеобразовательная школа. |
|      | Усадьба Юдинки            | Алексин, деревня Юдинки                            | Усадьба Аксаковых в стиле классицизма известна с последней четверти XVIII века. В середине и второй половине XIX века имением владел Пётр Николаевич Аксаков, в начале XX века — коллежский советник Николай Осипович Кульжинский, который построил при усадьбе конный завод. После 1917 года в главном доме находилась сельская школа, а затем на территории усадьбы разместился детский лагерь «Сигнал». В комплекс входят 2-этажный дом с мезонином из кирпича и дерева, украшенный лестницами, террасой, портиком с колоннами и балюстрадой, парк и водоемы. |
|      | Усадьба Хлопово           | Арсеньевский район, деревня Хлопово                | Усадьба создана в конце XIX века и до 1917 года принадлежала Александре Николаевне Мосоловой, жене тульского помещика, белевского уездного депутата Дворянского собрания, штабс-ротмистра Александра Фёдоровича Мосолова. В имении действовали винокуренный завод и ректификационное отделение, велась разработка торфяников. Сохранились двухэтажный главный дом в формах классицизма, одноэтажный флигель, конюшня с каретным сараем, хозяйственные строения, фрагменты аллей регулярного липового парка. Поблизости находится комплекс больницы, построенной на средства Мосоловых. |
|      | Усадьба Бобринских        | Богородицк, территория парка, д. 1                 | Усадьба графов Бобринских. В комплекс входят здание дворца, въездная башня в стиле нарышкинского барокко, Свято-Казанский храм и обширный парк. |
|      | Усадьба Мосоловых         | Дубна, ул. 50 лет ВЛКСМ, д. 1                      | Дом построили в 1828 году по заказу Петра Ивановича Мосолова, который был владельцем чугунолитейного завода в Дубне. Нижний этаж главного здания был сложен из камней, а два верхних — деревянные. На первом этаже размещались гостиная для приемов и бальный зал, на верхние этажи вела чугунная лестница, там были обустроены жилые помещения. Главный въезд отмечали две высокие каменные башни. На территории усадьбы располагались конюшня, кухня, контора, складские помещения и скотные дворы. Вокруг усадьбы был разбит парк с прудом, далее начинался фруктовый сад, который окружал водоем. В 1912 году Мосоловы продали свой дом и чугунолитейный завод разбогатевшим крестьянам Барановым и Курицыну, и эмигрировали в Сербию. После революции главный дом усадьбы разделили на квартиры, в которые заселили семьи рабочих завода. В 2020 году на первом этаже усадьбы открылся музей «Промышленная усадьба дворян Мосоловых», посвященный истории российской доменной металлургии. Несколько помещений в усадьбе занимает ЗАГС и гостиница. |
|      | Усадьба Якшино            | Дубенский район, деревня Якшино                    | Усадьба поручика Петра Андреевича Михнева известна с последней четверти XVIII века. В первой половине XIX века владел помещик Н. Ф. Гордеев, затем — его сын уездный предводитель дворянства шталмейстер Николай Николаевич Гордеев, совладельцами были сестра последнего Е. Н. Гордеева, вышедшая замуж за князя. Э. В. Голицына, и до 1917 года — их сын депутат Дворянского депутатского собрания князь Николай Эммануилович Голицын. Считалась летней резиденцией князей Голицыных и была построена по образцу курортных дач конца XIX века. Архитектура главного дома была типична для провинциального зодчества, другие же постройки резко отличались по стилю. После Октябрьской революции на территории усадьбы располагался детский дом, затем школа-интернат. В комплекс входит полностью перестроенный барский дом, теремок в древнерусском стиле, парковый павильон начала XX века, заброшенная Преображенская церковь (1888), пейзажный парк из смешанных пород деревьев XIX века с каскадом прудов. Утрачены семейное захоронение Голицыных, въездные ворота, здание церковно-приходской школы, памятник лошади. В настоящее время на территории усадьбы находится база отдыха «Ясный берег», которая принадлежит Центральному конструкторско-исследовательскому бюро спортивного и охотничьего оружия (ЦКИБ СОО). |
|      | Усадьба Пожилино          | Ефремов, село Пожилино                             | Усадьба дворян Лёвшиных известна с середины XVIII века. С конца столетия владел И. А. Лёвшин, женатый на С. В. Тулиновой. Затем наследовал их сын Алексей Ираклиевич Лёвшин, женатый на Елизавете Фёдоровне Брискорн. Затем владел их сын статский советник Фёдор Алексеевич Лёвшин и до 1917 года его наследники. В комплекс входят главный дом, остатки парка на берегу река Красивая Меча, церковь Димитрия Солунского (1825—1875) и церковные здания. Усыпальница Лёвшиных, располагавшаяся рядом с церковью, снесена в 2001 году. Главный кирпичный дом был построен в 1810—1815 годах. С главного фасада дом был одноэтажный с цокольным этажом и парадной лестницей, с противоположного фасада — двухэтажный. Во время пожара 1938 года сгорели крыша и чердачное перекрытие. В 1963—1965 годах на основе частично сохранившихся, а также восстановленных стен был надстроен 3 этаж. Здание использовалось для пионерского лагеря. Исторический архитектурный облик здания был утрачен. С 2006 года объект находится в частной собственности. |
|      | Усадьба Шилово            | Ефремов, село Шилово                               | Усадьба основана в середине XVIII века князем Иваном Григорьевичем Волконским. Затем ей владел гвардии капитан Н. Г. Челищев, в середине и второй половине XIX века — капитан Н. М. Шорин, с конца столетия — его сын уездный член тульского окружного суда, статский советник Аркадий Николаевич Шорин с женой В. С. Шориной (урождённой Тургеневой). Он посадил в 1880-х годах большой сад, в котором было более 1700 плодовых деревьев. В 1930—1950 годы в усадебном доме располагались исполком Октябрьского района и городской народный суд, а в конюшне — клуб. На территории усадьбы располагались пионерлагерь, база отдыха «Шилово». В комплекс входят одноэтажный деревянный главный дом XIX—XX веков, церковь Троицы Живоначальной (1767), здание церковно-приходской школы и остатки липового парка. Помещения главного дома занимают судебные приставы. |
|      | Усадьба Борок-Поленово    | Заокский район, посёлок Поленово                   | Усадьба художника Василия Поленова. В комплекс входят большой дом, аббатство, кошкин домик, адмиралтейство, дом Прокофьева, флигель № 1, дом управляющего, коровник, фахверк, сенной сарай, конный двор, службы, омшаник, дом садовника, детский домик. |
|      | Усадьба Страхово          | Заокский район, село Страхово                      | В XVIII веке Страхово была богатая хозяйственная усадьба, принадлежавшая сенатору Петру Дмитриевичу Еропкину. Затем усадьбой владела его сестра Мария Дмитриевна Татищева, а в середине XIX века — действительный статский советник Христофор Екимович Лазарев. Во второй половине XIX века — его дочь Анна Христофоровна Делянова с мужем министром народного просвещения Иваном Давыдовичем Деляновым. Затем усадьбу наследовала её сестра княжна Елизавета Христофоровна Абамелек-Лазарева, бывшая замужем за князем Семёном Давыдовичеч Абамелеком. Усадьба представляла собой небольшой комплекс простой архитектуры. Каменный барский дом с толстыми кирпичными стенами и сводчатым подклетом построен до 1768 года. В комплекс входят главный дом, в котором располагается сельская администрация, церковь иконы Божией Матери «Знамение», небольшой липовый парк и пруд. |
|      | Усадьба Байбаковых        | Кимовский район, посёлок Епифань                   | Дом, что стоял на месте нынешнего, сгорел в 1912 году. К этому времени его хозяин Антон Евграфович Байбаков умер, и дом отстраивала его вдова. После революции в доме проживало несколько семей, так как из него сделали коммунальную квартиру, а 1950-е годы разместилась аптека. Усадьба Байбакова в Епифани представляет собой один из немногих сохранившихся до сегодняшних дней комплексов, характерных для уездных городов. В комплекс входят жилой дом, украшенный резьбой, с гостиной, спальней и кабинетом, торговую лавку с подвалом, хозяйственный двор, огород и баня. В усадьбе Байбаковых расположен Музей купеческого быта. |
|      | Усадьба Молоденки         | Кимовский район, посёлок Молоденки                 | Усадьба Разумовских-Самариных. В комплекс входят двухэтажный главный дом (1784) в стиле классицизм, два пилона въездных ворот, пейзажный парк из смешанных пород деревьев, недействующая Введенская церковь (1798–1803) в стиле классицизма. |
|      | Усадьба Хитровщина        | Кимовский район, село Хитровщина                   | В 1696 году Пётр I пожаловал село в вотчину своему сподвижнику Францу Яковлевичу Лефорту. В 1748 году Хитровщина (Богоявленское) принадлежало генеральше Анне Михайловне Измайловой. Усадьба и ныне существующие кирпичные здания усадебного комплекса появились в последней четверти XVIII века на месте деревянного помещичьего дома Лефортов при братьях Михаилом Львовичем и Дмитрием Львовичем Измайловыми. Затем владел сын последнего Лев Дмитриевич Измайлов, которому наследовали племянники — Александр Дмитриевич Толстой и Павел Дмитриевич Толстой. Затем усадьба была в собственности сына последнего Михаила Павловича Толстого и его жены Ольги Александровны Толстой (урожденной княжной Васильчиковой). После Октябрьской революции усадьбу национализировали, и в ней разместилась сельская школа. Сохранились двухэтажный главный дом, в котором находится средняя общеобразовательная школа, один из парных флигелей со вторым деревянным этажом, где ранее здесь размещалась тюрьма для крепостных крестьян, три хозяйственных здания конца XIX века, и Богоявленская церковь (1768). |
|      | Усадьба Кресты            | Куркинский район, село Кресты                      | Усадьба полковника Фёдора Ивановича Бобарыкина известна с последней четверти XVIII века. В первой половине XIX века ей владел генерал-майор Александр Иванович Пфеллер, а далее — неслужащий дворянин Иосиф Иосифович Лысаковский с женой Анной Александровной Лысаковской (дочь Пфеллера). В 1900-х годах усадьба принадлежала их сыну Александр Иосифович Лысаковский. Сохранились двухэтажный главный дом в стиле ампир, заброшенная Введенская церковь (1817), могилы Пфеллера и Лысаковской, остатки парка и пруд. В бывшем барском доме располагается Крестовская средняя общеобразовательная школа. |
|      | Усадьба Николо-Жупань     | Одоевский район, село Николо-Жупань                | Усадьба Мирковичей. В комплекс входят одноэтажный главный дом с мезонином в стиле ампир (1851), трапезная с двумя приделами (1820-е), недействующая Никольская церковь в нарышкинском стиле (1701), фрагменты ограды, остатки хозяйственных строений и парка. |
|      | Усадьба Лугининых         | Тула, ул. Менделеевская, д. 7                      | Усадьба Лугининых. В комплекс входят дворец, въездные ворота и конюшни. |
|      | Усадьба Богучарово        | Тула, посёлок Октябрьский, ул. Богучаровская, д. 1 | Усадьба славянофила и философа Алексея Хомякова. В комплекс входят господский дом, храм во имя Сретения Господня, колокольня, дом управляющего, регулярный и пейзажный парки, система трёх каскадных прудов и кладбище. |
|      | Усадьба Прилепы           | Тула, посёлок Прилепы, ул. Центральная, д. 5       | Усадьба подполковницы Т.Ф. Опочининой и Якова Ивановича Бутовича. В комплекс входят усадебный дом в котором размещается правление Прилепского племенного конного завода. |
|      | Усадьба Слободка          | Тула, село Слободка                                | С XVIII века усадьба принадлежала помещичьему роду Хомяковых. Одним из владельцев был участник Отечественной войны 1812 года Василию Ивановичу Хомякову. В 1860 году в усадьбе была построена церковь великомученика Георгия. В 1870-е годы на средства Хомяковых построены церковно-приходское училище и больница. После 1917 года в усадьбе был открыт музей быта XIX века из сохранившихся в доме Хомяковых книг и мебели. В середине 1930-х годов в усадьбе разместился санаторий для детей командного состава РККА. В 1941—1945 годы в ней размещался военный госпиталь, затем организован дом отдыха Московского военного округа, а в 1963 году открыт военный санаторий «Слободка» для лечения инвалидов Великой Отечественной войны. В период 1970—1980 годы была проведена реконструкция усадьбы и строительство новых корпусов санатория. В 1989 году санаторий был реорганизован для лечения всех категории лиц. В комплекс входят двухэтажный дом с мезонином, два флигеля, парк и пруды. |
|      | Усадьба Ясная Поляна      | Щёкинский район, деревня Ясная Поляна              | Усадьба Льва Толстого. В комплекс входят дом Толстого, дом Волконского, флигель Кузминских, выездные башни, конюшня и каретный сарай, инвентарный сарай, кучерская, кузня и плотницкая, купальня, баня, садовый домик, житня и рига. |
|      | Усадьба Малое Пирогово    | Щёкинский район, деревня Пирогово 2-е              | Усадьба Марии Толстой. В комплекс входят усадебный дом, людская, фрагменты парка и сада. |
|      | Усадьба Селиваново        | Щёкинский район, село Селиваново                   | Усадьба основана в первой четверти XVIII века князьями Урусовыми. В советское время в усадебном доме открыли Крапивенский лесхозтехникум, находящийся там по настоящее время. Сохранились двухэтажный главный дом (начало XVIII века) в стиле классицизм с элементами барочного декора, регулярный липовый парк, производственные корпуса (1898), колокольня конца Успенской церкви (конец XVIII века) и здание школы (1910). |
|      | Усадьба Красино-Убережное | Ясногорский район, село Красино-Убережное          | Усадьба Киреевских. В комплекс входят двухэтажный главный дом рубежа 1750–1760-х годов (перестраивался в конце XVIII века, в конце XIX века пристроены боковые крылья и барочный декор фасадов заменён на классицистический), дугообразный флигель с пристроенным классицистическим портиком, руинированная Троицкая церковь, кленовый парк. Пропилеи парадных ворот конца XVIII века воссозданы в 2000-х годах. |

## Воссозданные
В список входят усадьбы, где главные дома были утрачены, но в настоящее время воссозданы в первоначальном виде или в упрощённых формах.
| Фото | Название                     | Адрес                                 | Описание |
| ---- | ---------------------------- | ------------------------------------- | --- |
|      | Усадьба Дворяниново          | Заокский район, деревня Дворяниново   | Усадьба учёного и агронома Андрея Болотова. В комплекс входят усадебный дом, пейзажный парк, каскадные пруды и дуб-арка.               |
|      | Усадьба Никольское-Вяземское | Чернский район, село Николо-Вяземское | Усадьба писателя Льва Толстого. В комплекс бревенчатый усадебный дом с мезонином, липовая и кленово-ясеневая аллеи, Успенская церковь. |

## Частично сохранившиеся
В список входят усадьбы, где главный дом не сохранился, но существуют жилые флигели и хозяйственные постройки.
| Фото | Название              | Адрес                                                          | Описание |
| ---- | --------------------- | -------------------------------------------------------------- | --- |
|      | Усадьба Красные Буйцы | Богородицкий район, село Красные Буйцы                         | Впервые упомянута в 1663 году, когда она была пожалована царем Алексеем Михайловичем Якову Ефимовичу Мышецкому, одному из предков Юрия Александровича Олсуфьева. Первый усадебный дом и каменная церковь были выстроены в конце XVIII века по инициативе князя Александра Михайловича Голицына. Господский дом был одноэтажный и состоял из трех частей: из средней, деревянной, и из двух почти одинаковых кирпичных флигелей с мезонинами по сторонам. В советское время усадьба подверглась разрушению и запустению. В комплекс входят один из флигелей господского дома, церковь Архангела Михаила и здание школы. |
|      | Усадьба Бобрики       | Донской, ул. Красноармейская, д. 9                             | Усадьба графов Бобринских. В комплекс входят один из двух служебных флигелей главного дома, Спасская церковь, заброшенная белокаменная усыпальница, обширный заросший пейзажный парк из смешанных пород деревьев. Дворец разобран в начале 1840-х годов. |
|      | Усадьба Тургенево     | Чернский район, деревня Красное Тургенево, ул. Школьная, д. 13 | Усадьба Тургеневых. В комплекс входят парк, домик дворовых, каретный сарай, здание бумажной фабрики (зимнего флигеля) и храм в честь Введения во Храм Пресвятой Богородицы. Усадебный дом сгорел в 1919 году. |

## Руинированные
В список входят усадьбы с сохранившимися главными домами в заброшенном или руинированном состоянии.
| Фото | Название                    | Адрес                                                       | Описание |
| ---- | --------------------------- | ----------------------------------------------------------- | --- |
|      | Усадьба Петровское          | Алексин, микрорайон Петровский                              | Усадьба Тюфякина (Бэра). Усадьба создана в 1770-х годы князем Петром Фёдоровичем Тюфякиным (род. 1712). Затем принадлежала его сыну командиру московского гоф-интендантского ведомства князю Ивану Петровичу Тюфякину (ок. 1740—1804), женатому на княгини Марии Александровне Долгоруковой (1749-1804). До 1810-х годов – их сыну директору Императорских театров князю Петру Ивановичу Тюфякину (1769—1845), женатому на Екатерине Олеговне Хорват (1777—1802). Затем – Варваре Дмитриевне Ромейко-Гурко (урождённой Полторацкой, 1793-1838) с мужем участником Бородинского сражения генерал-майором Леонтием Осиповичем Ромейко-Гурко (1783—1861), и их сыну уездному предводителю дворянства действительному статскому советнику Александру Леонтьевичу Ромейко-Гурко (1823—1906), женатому первым браком на Софье Васильевне Вонлярлярской (1835—1869) и вторым – на Наталье Сергеевне Полторацкой (род. ок. 1840 ). С 1908 до 1917 года – уездному предводителю дворянства Владимиру Владимировичу Беру. Каменный двухэтажный дом, с ротондой и ампирными колоннами, они занимали сами, а все надворные постройки и даже садовые беседки сдавали под дачи москвичам. В комплекс входят руинированный двухэтажный главный дом, два двухэтажных и один из парных одноэтажных флигелей, единичные старые деревья от парка. Судя по натурному обследованию, наиболее ранними зданиями являются флигели, выстроенные в стиле барокко. Главный дом и корпуса парадного двора сооружены, видимо, несколько позднее, ближе к концу XIX века. |
|      | Усадьба Колосово            | Алексин, посёлок Колосово                                   | Усадьба Чертковых и Пасхаловых. В комплекс входят руинированный главный дом (1890-е) в замковых готических формах, два флигеля (один из них с часовой башней середины XIX века), хозяйственные здания, бассейн и два фонтана конца XIX века в обширном заросшем пейзажном парке, фрагменты ограды территории усадьбы. |
|      | Усадьба Прохорова           | Белёв, ул. Беликова, д. 15                                  | Усадьба купца Прохорова. Сохранились усадебный жилой дом и флигель. |
|      | Усадьба Иваново             | Белёвский район, село Иваново                               | Усадьба вдовы бригадира Елизаветой Петровной Чичериной известна с последней четверти XVIII века. С 1817 года владел Дмитрий Александрович Кавелин, женатый на дочери придворного архитектора Ш. И. Белли (1787—1853). Затем перешла к их сыну Павлу Дмитриевичу Кавелину (1822—1869), который не оставил наследников. Потом владел другой их сын Константин Дмитриевич Кавелин, женатый на Антонине Фёдоровне Корш (1823—1879). Их дочь Софья Константиновна Кавелина вышла замуж за Павла Александровича Брюллова, и усадьба перешла к нему. Последние владельцы до 1917 года — его дочь от второго брака с Маргаритой Григорьевной Лихониной Елена Павловна Брюллова (1884—1921) и её муж инженер И. С. Зарудный. Сохранились заброшенный деревянный одноэтажный главный дом первой половины XIX века сложной планировки и с башней, две хозяйственные постройки, деревянный дом управляющего, въездная аллея, заросший сад, пруд и рядовая посадка сосен. |
|      | Усадьба Уткино              | Белёвский район, деревня Уткино                             | Усадьба в стиле эклектики создана в середине XIX века и принадлежала А. П. Елагиной, далее до 1917 года — её внучке М. В. Беер (урождённой Елагиной, 1860—1927) и её мужу инженеру-путейцу С. А. Бееру (1852—1917). В усадьбе был построен большой каменный дом, вблизи которого был цветник и оранжерею, где выращивали виноград, персики, сливы и другие тепличные растения. В доме было несколько спален, гостиных и кабинетов, находилась ценная библиотека с рукописями, книгами и семейным архивом. После Октябрьской революции усадьбу переоборудовали под больницу. После закрытия больницы в конце 1980-х здание оказалось заброшенным. В комплекс входят заброшенный главный дом и фрагменты парка. |
|      | Усадьба Исаково             | Венёвский район, село Исаково                               | Усадьба основана в начале XVIII века помещиком Иваном Степановичем Игнатьевым, построившем здесь Знаменскую церковь. В 1780-х годах всем селом, кроме одного двора, владела «пример майорша» Афимья Исаковна Игнатьева, один двор принадлежал Сафроновым. В комплекс входят двухэтажный главный дом середины XVIII века в стиле барокко с двумя полукруглыми выступами на главном фасаде, Знаменская церковь, остатки парка и пруд. |
|      | Усадьба Мартемьяново        | Венёвский район, село Мартемьяново                          | Село Мартемьяново впервые упоминается в конце XVI века. В последней трети XVIII века здесь находились две усадьбы. Одной из них владел секунд-майор И. И. Дурново и далее его род. Другой усадьбой владел помещик Ф. П. Бибиков, в начале XIX века — подпоручик Григорий Васильевич Сомов с женой. В 1809 году Сомовым был построен каменный Троицкий храм с двумя приделами. В середине XIX века построен двухэтажный каменный дом. В конце XIX — начале XX века усадьбами владели гвардии штабс-капитан Е. М. Казакевич (1869—1931) и вдова статского советника О. П. Прибиль, у которой были крупные яблоневый и ягодный сады. От одной из усадеб сохранился руинированный главный дом и пруд. Главный дом другой усадьбы снесён в 1980-е годы. Церковь разрушена в советское время. Сохранилось церковное кладбище с заброшенными надгробиями. |
|      | Усадьба Урусово (Кампанари) | Венёвский район, село Урусово                               | Усадьба Волконских, Белосельских и Кампанари. Впервые упоминается в писцовой книге 1571 года. До XVIII века деревня сменила несколько владельцев и перешла к Александру Михайловичу Белосельскому. Затем усадьбу унаследовала его дочь Зинаида, в замужестве Волконская, а после владельцем стал её сын Александр Волконский, при котором она получила название Урусово. С 1850-х годов имением в Урусово управлял Василий Васильевич Ильин, родственник Волконских, бывший генералом и предводителем тульского дворянства. Его дочь Надежда, которую удочерил Александр Никитич Волконский, стала владелицей имения в 1878 году. Позже, проживая в Италии, она вышла замуж за маркиза Владимира Францевича Кампанари. После революции 1917 года усадьбу конфисковали и в 1918 году открыли Народный музей, просуществовавший до 1926 года. Разрушение дворца началось в декабре 1941 года, после поджога здания отступающими немецкими войсками. В комплекс входят развалины дворца и церкви Архангела Михаила. |
|      | Усадьба фон Мекк            | Венёвский район, село Хрусловка                             | Усадьба барона Максимилиана фон Мекк из семьи Мекк. В комплекс входят дворец, хозяйственные постройки и парк. |
|      | Усадьба Воскресенское       | Дубенский район, село Воскресенское                         | Усадьба вдовы егермейстера Ирины Федоровны Хитрово известна с последней четверти XVIII века, затем владела вдова её сына А. Н. Хитрово, далее — дочь последней княжна И. Н. Урусова, потом наследовала её дочь княжна Анастасия Николаевна Урусова, бывшая замужем за промышленником Сергеем Ивановичем Мальцовым. Внутренняя отделка усадебного дома была выполнена из дерева. Последний владелец усадьбы — их сын шталмейстер Николай Сергеевич Мальцов. После Октябрьской революции в усадьбе в разные годы размещались сельская управа, 7-летка, детский приют, школа-интернат, воскресенская школа, музей. Несколько была перестроена внутренняя часть здания, большие просторные залы были поделены перегородками. В 2010 году здесь произошел пожар, после чего здание пришло в упадок. В комплекс входят главный дом в эклектичных формах, флигель и хозяйственные здания, Воскресенская церковь и регулярный липовый парк. |
|      | Усадьба Ченцово             | Заокский район, деревня Ченцово                             | Усадьба Марселисов известна с XVII века. Усадьба была заново отстроена в 1670-е году. Её территорию огораживал основательный высокий забор. На внутренний двор усадьбы можно было попасть только через створчатые ворота, при которых имелась караульная изба. В усадьбе располагались немецкая кирха и трехэтажные дом. Остальные строения были хозяйственными: каретные сараи, конюшня, амбары, скотный двор, поварня, ледник, погреб, баня. В комплекс также входили пруды, сады с неплодовыми деревьями и монументальная беседка-теремец. С 1690 года усадьбой владел Лев Кириллович Нарышкин, а в дальнейшем его потомки. После революции 1917 года в главном доме разместилась школа. Сохранились заброшенный двухэтажный главный дом второй половины XIX века, церковь Александра Кипрского (1758) с чертами барокко, заросший регулярный липовый парк с каскадом прудов. Около церкви и на сельском кладбище есть старые надгробия. |
|      | Усадьба Сергиевское-на-Упе  | Киреевский район, деревня Сергиевское                       | Усадьба Языковых. В комплекс входит руинированный усадебный дом. |
|      | Усадьба Банино              | Ленинский район, урочище Банино                             | Усадьба Кокошкиных. Из межевой книги известно, что в 1777 году усадьба в Банино принадлежала вдовствующей генеральше Кокошкиной Екатерине Михайловне. В комплекс входят фрагменты стен усадебного дома, заброшенная церковь Спаса Преображения (1830), кладбище, остатки парка и пруд. |
|      | Усадьба Пятницкое           | Ленинский район, село Пятницкое                             | Усадьба А. А. Александрова. В 1820-х годах, после смерти прежней владелицы — помещицы Елены Ивановны Глазовой, усадьбу приобрёл отставной лейтенант флота Иван Николаевич Александров. В то время усадебный дом был деревянным. Сын Ивана Николаевича, Владимир, в 1860-е годы занялся благоустройством усадьбы. При нём было построено большинство сохранившихся до наших дней строений, а господский дом обложен кирпичом. Позже дом был расширен за счёт двух пристроек. В 1835 году был достроен каменный Спасо-Преображенский храм. После Октябрьской революции в усадьбе разместилась коммуна для малолетних преступников, а затем — детский дом. Во время Великой отечественной войны в усадебном доме размещался госпиталь, а после войны там был открыт интернат для детей с отклонениями в развитии. В феврале 2012 года в здании случился пожар, в результате которого деревянный второй этаж сгорел. В комплекс входят остатки усадебного дома, здание бывшего каретного двора, дом управляющего, дом садовника, руины церкви Спаса Преображения (1835) и остатки парка. |
|      | Усадьба Федяшево            | Ясногорский район, деревня Федяшево, ул. Советсткая, уч. 8а | Усадьба Гартунгов и Челищевых. Связана с личностью Марии Гартунг (1832—1919), старшей дочери Александра Пушкина. В комплекс входят руинированный двухэтажный главный дом второй половины XIX века, одноэтажная простой архитектуры людская, липовый парк с приёмами регулярной и пейзажной планировки, два каскадных пруда. |

## Утраченные
В список входят усадьбы, где от построек сохранились только усадебные церкви, парки или их фрагменты.
| Фото | Название                         | Адрес                                     | Описание |
| ---- | -------------------------------- | ----------------------------------------- | --- |
|      | Усадьба Егнышевка                | Алексин, село Егнышевка                   | Усадьба Бобрищевых-Пушкиных. Во второй половине XVIII века усадьба принадлежала полковнику Павлу Сергеевичу Бобрищеву-Пушкину (1732—1771) и затем его вдове Е.М. Бобрищевой-Пушкиной (урождённая княжна Баратаева); наследовал их сын полковник Сергей Павлович Бобрищев-Пушкин (1760—1849), женатый на Наталье Николаевне Озеровой (1775—1833); потом — их сын капитан Михаил Сергеевич Бобршцев-Пушкин (1814—1882), женатый на Алмерии Карловне Госфорт (род. ок. 1830); их сын кандидат прав Владимир Михайлович Бобрищев-Пушкин (1852—1932) в конце XIX века продал усадьбу московскому купцу Алексееву. Приходской церковью Бобрищевых-Пушкиных была Успенская церковь 1793 года постройки, находящаяся в 3-х км от Егнышевки на погосте Вепри (ныне посёлок Успенский Заокского района): здесь были захоронения Бобрищевых-Пушкиных. Сохранились фундамент дома и мраморная лестница с львами, конюшня, людская, хозяйственное здание, фонтан и остатки парка. Главный усадебный дом в стиле ампир утрачен во время Великой Отечественной войны. |
|      | Усадьба Изволь                   | Алексин, село Изволь                      | В середине XVII века усадьба принадлежала вдове А. М. Богучаровой. В последней четверти XVIII века усадьбой владела полковница М. П. Полибина, в 1840-х годах — поручик В. И. Домашнев, потом — его брат Д. И. Домашнев и во второй половине XIX века — вдова последнего М. П. Домашнева (урождённая княгиня Вадбольская), затем — их бывший управляющий У. Т. Ливенцев. Сохранились следы барской усадьбы, церковь Николая Чудотворца, аллеи парка и каскад прудов. |
|      | Усадьба Першино                  | Алексин, село Першино                     | Построена в конце XVIII веке банкиром Иоакимом Лазаревичем Лазаревым. Её владельцами были дочь Лазарева — Елизавета Екимовна Арапетова, граф Иван Давыдович Делянов, тульский купец В. К. Баташев. В 1887 году имение было приобретено Великим князем Николаем Николаевичем Романовым для основания в нём образцового охотничьего хозяйства, ставшего известным как Першинская охота. Здесь разводили лошадей и быков, коров, руанских уток, французских кур. В главном доме после 1917 года действовал музей охоты и быта, в 1927 году он был закрыт, и здание вскоре разрушилось. Сохранились церковь Казанской иконы Божией Матери, остатки фундамента главного дома, полуразрушенный фонтан, липовая аллея и перестроенный дом управляющего. |
|      | Усадьба князей Львовых           | Алексин, село Поповка                     | С конца XVII века принадлежала Арсеньевым, а затем было продано помещице П. И. Раевской, которая считала это имение летней подмосковной дачей. По планам архитектора Желярди была разбита усадьба, перед домом был большой овальный газон с бордюрами из роз, по бокам которого стояли два маленьких флигеля с куполами и колоннами. В 1835 году на её средства здесь была построена церковь Смоленской иконы Божией Матери. С другой стороны дома был сад, спускавшийся к пруду, через который переправлялись на другую сторону в плавучей беседке. За прудом находился липовый парк с оранжереями, фруктовыми садами, ягодниками, огородами. В 1848 году Раевская завещала усадьбу своей родственнице княгине В. А. Львовой. В советские годы усадьбы была разрушена. Сохранились церковь Смоленской иконы Божией Матери, аллеи парка и заболоченные пруды. |
|      | Усадьба Астапово                 | Арсеньевский район, деревня Астапово      | Усадьба полностью утрачена. Сохранились липовый парк с приёмами регулярной и пейзажной планировки, пруд. |
|      | Усадьба Дорогомыжка              | Арсеньевский район, деревня Дорогомыжка   | Усадьба Даргомыжских, где в детстве жил композитор Александр Сергеевич Даргомыжский. Усадьба полностью утрачена. На месте усадьбы установлена памятная стела, надпись на которой гласит, что именно здесь родился композитор. |
|      | Усадьба Лелюхино                 | Арсеньевский район, деревня Лелюхино      | Усадьба помещика Романова Константина Константиновича. Усадьба полностью утрачена. |
|      | Усадьба Мишина Поляна            | Арсеньевский район, урочище Мишина Поляна | Усадьба принадлежала Ивану Родионовичу Челюскину, а затем перешла по наследству к его сыну полярному мореплавателю Семёну Ивановичу Челюскину. Согласно некоторым источникам, Челюскин последние годы проживал в этой усадьбе, где и был похоронен на кладбище церкви Спаса Преображения. Усадьба полностью утрачена. |
|      | Усадьба Мокрое                   | Арсеньевский район, село Мокрое           | Село раньше называлось Покровским по церкви Покрова Пресвятой Богородицы. В разное время селом владели предки Дмитрия Ивановича Гамова, чьим именем названы мыс, полуостров, маяк и посёлок при маяке в Японском море, — Гамовы и Ладыженские, князья Щербатовы, Ржевские, Лёвшины и Арбузовы. В конце XVIII века большая часть села от князей Щербатовых перешла к деду писателя Льва Николаевича Толстого — графу Илье Андреевичу Толстому. В 1811 году село Мокрое купил 46-летний генерал-майор в отставке Алексей Алексеевич Тучков. К 1834 году усадьба была куплена помещицей Анной Ивановной Угримовой, урождённой Долгово-Сабуровой, в первом браке Бровцыной, по смерти которой владели им её дети — Екатерина Ивановна Ганкевич и Александр Иванович Угримов. Екатерина Ивановна была замужем за Павлом Леонтьевичем Ганкевичем, участником взятия Парижа в 1814 году. Всё их имущество унаследовал брат Екатерины Ивановны — Александр Иванович Угримов. В 1862 году на его средства Покровская церковь была перестроена в камне. После него усадьба перешла к племяннице — Надежде Давыдовой, урождённой Горчаковой. В 1878 году по дороге в Оптину пустынь на постоялом дворе села Мокрого останавливался Фёдор Михайлович Достоевский. Усадьба полностью утрачена. Сохранились надгробные памятники на могилах супругов Ганкевичей у несохранившейся церкви Покрова Пресвятой Богородицы. |
|      | Усадьба Рязанцево                | Арсеньевский район, деревня Рязанцево     | Усадьба помещика Путятина. Усадьба полностью утрачена. |
|      | Усадьба Алтухово                 | Белёвский район, деревня Алтухово         | Усадьба надворного советника Фёдора Никифоровича Арбузова известна с середины XVIII века. В имении было развито полеводство, скотоводство, плодоводство, с 1894 года производилось лесоразведение, имелись конный завод и питомники яблонь, лиственницы, сосны, дуба, ели и декоративных деревьев. Сохранились руины главного дома второй половины XIX века, руинированная церковь Воскресения Словущего (1767) и остатки пейзажного парка из смешанных пород деревьев с прудом. |
|      | Усадьба Болото                   | Белёвский район, село Болото              | С 1616 года усадьба принадлежала С. Ф. Стрешневу, а с середины XVII века — мужу его дочери, стольнику князю И. П. Львову. В начале XVIII века по родству перешла стольнику князю Я. С. Львову (1653—1722), подпоручику князю Николаю Никитичу Львову (строителю церкви Николая Чудотворца), бригадиру князю С. Н. Львов и князю П. С. Львову (1808—1872). Сыновья последнего разделили имение, и старая усадьба досталась уездному предводителю дворянства, губернскому секретарю князю Д. П. Львову, а отставной штабс-ротмистр князь С. П. Львов (1844—1886) поблизости построил новую усадьбу, принадлежавшую до 1917 года его наследникам. В усадьбе бывал Лев Толстой. Сохранились часть стены усадебного дома, конюшня, погреб, липовая аллея и руинированная церковь Николая Чудотворца (1784). |
|      | Усадьба Мишенское                | Белёвский район, село Мишенское           | Усадьба поэта Василия Жуковского. Усадьба полностью утрачена. |
|      | Усадьба Володьково               | Белёвский район, село Володьково          | Усадьба Черкасовых. Усадьба барона Петра Ивановича Черкасова известна с последней четверти XVIII века. Затем ей владел его сын секунд-майор барон Иван Петрович Черкасов (ок. 1761 — ок. 1839), женатый вторым браком на Пелагеи Андреевне Полонской (род. 1790). Усадьбу наследовал их сын уездный предводитель дворянства, подполковник барон Иван Иванович Черкасов (1823—1885). Последним владельцем до 1917 года был его сын уездный предводитель дворянства, коллежский секретарь барон Михаил Иванович Черкасов (род. 1862). Сохранились подвалы винзавода, сиреневые аллеи и пруд. |
|      | Усадьба Барыковка                | Богородицкий район, село Барыковка        | Имеются сведения о существовании в 1627 году поместья вдовы И. А. Сухотина. С последней четверти XVIII века в селе находились усадьбы полковника Павла Ивановича Глебова и подполковника Ивана Васильевича Бибикова, принадлежавшие их родам до 1917 года. В XIX веке одной усадьбой владел титулярный советник Пётр Михайлович Глебов (1813—1883) и далее его сын епифанский и потом каширский уездный предводитель дворянства, член Госсовета Российской империи Владимир Петрович Глебов. Другой усадьбой в XIX веке владел уездный предводитель дворянства полковник Дмитрий Иванович Бибиков (1779—1844), а затем его сын титулярный советник М. Д. Бибиков, и далее их сын корнет запаса Д. М. Бибиков. Сохранились пруд, остатки парка и заброшенное здание церковно-приходской школы в селе. |
|      | Усадьба Берёзовка (Богородицкое) | Богородицкий район, село Берёзовка        | Усадьба построена в конце XVIII века помещиком Д. Н. Ляпуновым, в середине XIX века принадлежала его внуку корнету Д. А. Ляпунову, во второй половине столетия и в 1900-х годов — полковнице графине А. А. Граббе. Сохранились фрагменты стен главного дома, руинированная Успенская церковь (1798—1810) в стиле классицизм, заброшенный дом причта и остатки липового парка. |
|      | Усадьба Аксиньино                | Венёвский район, село Аксиньино           | Усадьба Владимира Денисовича Давыдова, дядя героя Отечественной войны 1812 года Дениса Давыдова. Во второй половине XIX века принадлежала полковнику П.И. Кремешному. Сохранились церковь Спаса Нерукотворного Образа, нижний ярус колокольни и полуразвалившийся и засыпанный семейный склеп. |
|      | Усадьба Оленьково                | Венёвский район, село Оленьково           | Деревянный господский дом был выстроен в первой половине XIX века Сергеем Федоровичем Соковниным, который завещал усадьбу своей племяннице Софье Прокофьевне Бобринской (урожденной графине Самойловой). В конце 1890-х годов усадьбу Оленьково, в числе прочих владений, приобрел Евгений Михайлович Казакевич. Официально Оленьково владела его жена Юлия Петровна Казакевич. В 2010—2011 годах обвалилась часть второго этажа вместе с главным входом, а позже, в виду отсутствия надзора со стороны Министерства культуры Тульской области, барский дом сгорел. Сохранились два хозяйственных здания, остатки пейзажного парка, пруды, Воскресенская церковь 1825 года в стиле ампир. |
|      | Усадьба Лебяжье                  | Воловский район, село Лебяжье             | В конце XVIII века хозяйкой была А. А. Иевлева. После её смерти господский дом был продан другим владельцам, а на рубеже XIX–XX века его приобрел Михаил Дмитриевич Ершов. На территории усадьбы располагались большой двухэтажный барский корпус с деревянным бельведером, флигель с квартирой управляющего и каморками для прислуги, огромный каретник, два каменных сводчатых подвала, сезонный пруд и теплицы. После Октябрьского революции усадьбы была национализирована. Долгое время в ней располагалась Красивомеченская участковая больница, а сам дом был внесен в список охраняемых архитектурных объектов. В середине 1970-е годы, после того как это лечебное учреждение закрыли, дом был разрушен. |
|      | Усадьба Рождествено              | Воловский район, село Рождествено         | Усадьба помещиков Сахаровых. Усадьба достигла расцвета в конце XVIII века, когда там поселился Стратион Иванович Сахаров. В 1770-м была освящена церковь в честь иконы Божией Матери «Всех скорбящих Радость». С переходом имения Рождествено в 1812 году в руки нового владельца Сергея Васильевича Танеева храм пришел в упадок. В имении он устроил театр. В 1856 году владельцами усадьбы стали крупные землевладельцы Арсеньевы. В середине XIX века имение приобрел коллежский секретарь И. В. Бородин, в начале XX века — его сын А. И. Бородин. Сохранились подвал главного дома, два флигеля и развалины хозяйственного здания второй половины XIX века, пруды, руинированная Скорбященская церковь, около церкви находятся надгробие полковника И. Г. Нестерова (1731—1794) и другие заброшенные старые надгробия. |
|      | Усадьба Благодать                | Ефремов, село Благодать                   | Усадьба обер-кригс-комиссара, генерала Ивана Андреевича Позднякова известна с последней четверти XVIII века. В первой половине XIX века владел штабс-капитан В. М. Попов, женатый на М. П. Овцыной, а затем — их дочь писательница Елизавета Васильевна Кологривова (1809—1884). Во второй половине XIX века усадьба была в собственности учёного-астронома Алексея Николаевича Савича (1811—1883), в начале XX века — его сын Михаила Алексеевича Савича. Сохранилась церковь Покрова Пресвятой Богородицы (1794—1797) в стиле классицизм. |
|      | Усадьба Ушаково                  | Ефремов, село Ушаково                     | Усадьба была устроена в последней четверти XVIII века секунд-майором Х. А. Ушаковым. В середине и второй половине XIX века ей владел уездный судья надворный советник И. А. Шкилев, в 1900—1910-х годы — его дочь жена датского подданного О. И. Брандт. В имении практиковалось полеводство и скотоводство, существовали конный завод, крахмальный завод и мукомольная мельница. Сохранилась недействующая церковь Спаса Нерукотворного Образа (1795) в стиле классицизм с чертами барокко. |
|      | Усадьба Мышенки                  | Заокский район, деревня Мышенки           | Усадьба основана в 1710-х годах комиссаром Иван Артемьевич Раевским. В последней четверти XVIII века ей владел его сын генерал-майор Иван Иванович Раевский, во второй половине XIX века — действительный статский советник Иван Александрович Воронцов-Вельяминов, в начале XX века — дочь генерал-майора Е. Н. Медовикова, с 1907 года — командир легендарного крейсера «Варяг» Всеволод Фёдорович Руднев. Сохранились остатки липового парка с каскадом прудов. |
|      | Усадьба Архангельское            | Каменский район, село Архангельское       | Усадьба полковника Петра Ивановича Свечина известна с последней трети XVIII века. Со второй половины XIX века и до 1900-х годов усадьбой владел статский советник Николай Дмитриевич Селезнёв. При нём были созданы садово-парковый ансамбль, лодочная станция и хозяйственные постройки. Барский дом представлял собой 2-этажный особняк в итальянском стиле с роскошной отделкой интерьеров. Потолок библиотеки был расписан художником Валентином Александровичем Серовым в 1877 году. Его картина «Феб лучезарный» ныне хранится в Тульском областном художественном музее. После пожара 1906 года усадьба пришла в упадок и не была восстановлена. Сохранились руинированная церковь Николая Чудотворца (1787), конюшни и одно из усадебных зданий. |
|      | Усадьба Архангельское            | Каменский район, село Архангельское       | В середине XIX века в селе была усадьба дворянина, штабс-капитана Николая Александровича Шишкова, принадлежавшая затем его сыну, мировому посреднику надворному советнику Андрею Николаевичему Шишкову. Сохранилась действующая церковь Успения Божией Матери (1844—1853). |
|      | Усадьба Епанчино                 | Каменский район, село Епанчино            | Усадьба основана в конце XVIII века помещиком Иваном Васильевичем Епанчиным, далее владел его сын Константин Иванович Епанчин. Во второй половине XIX века усадьба была в собственности его дочери Мария Константиновна Епанчина, бывшая замужем за статским советником Павлом Ивановичем Перепёлкиным, а в 1900-е годы — их наследники. Сохранились руинированная церковь Казанской иконы Божией Матери в стиле барокко (1797), фундаменты двух зданий и барский сад. |
|      | Усадьба Ситово                   | Каменский район, село Ситово              | Усадьба уездного предводителя дворянства полковника М. И. Свечина известна с последней четверти XVIII века. После его смерти усадьбой владел его сын коллежский асессор Павел Михайлович Свечин, женатый на Варваре Васильевне Кашинцевой. Затем имение наследовал их сын отставной майор А. П. Свечин (1809—1859), женатый на А. И. Зарудной (1823—1900), далее — их сын, писатель, уездный и губернский предводитель дворянства действительный статский советник Фёдор Александрович Свечин (1844—1894), потом — его сын от первого брака с В. А. Хвостовой (1849—1869), Александр Фёдорович Свечин (1869—1907), женатый на Л. Н. Литвиновой. Сохранилась руинированная церковь Покрова Пресвятой Богородицы (1816—1875). Около церкви были похоронены члены семьи Свечиных. |
|      | Усадьба Бучалки                  | Кимовский район, село Бучалки             | С начала XVII века село было жалованной вотчиной боярина Семёна Васильевича Прозоровского, затем имением владел его сын князь Иван Семенович Прозоровский, дочь племянника которого вышла замуж за князя Ивана Алексеевича Голицына. В дальнейшем усадьбу наследовали его потомки. Деревянный барский дом был возведен в 1840-х годы при князе Михаиле Фёдоровиче Голицыне, и своим видом напоминало ампирные особняки послепожарной Москвы. Центр фасада дома был украшен мезонином, лепниной и шестиколонным портиком, с красивыми стенами, оштукатуренными «под камень». В усадьбе находился крахмальный завод, молочные фермы, конный завод, зерновое хозяйство, а перед Первой мировой войной завершилось строительство спиртового завода, который был вскоре опечатан в связи с запретом водочной торговли. После Октябрьской революции 1917 года усадьбу национализировали и разместили детскую колонию. В барском доме был устроен клуб, который сгорел из-за неисправных печей в 1919 году. Сохранились руинированная церковь Тихвинской иконы Божией Матери в стиле классицизм с элементами барокко, дом управляющего, две хозяйственные постройки, земская школа. |
|      | Усадьба Иваньково                | Кимовский район, село Иваньково           | Усадьба стольника И. М. Офросимова известна с первой четверти XVIII века. В середине XVIII века она принадлежала генералу М. Власову, во второй половине века и до 1811 года — его сыну действительному статскому советнику С. М. Власову. В середине XIX века усадьба принадлежала участнику Бородинской битвы генералу Александру Ивановичу Базилевичу, женатому на Александре Ильиничне Ефименковой, а затем — их сыну уездному предводителю дворянства статскому советнику Ивану Александровичу Базилевичу, женатому на М. М. Римской-Корсаковой. В начале XX века усадьбой владели наследники вдовы гвардии полковника О. К. Базилевич. Главный дом утрачен в середине XX века. Сохранились Казанская церковь (1753) и пруд на реке Ивановке. |
|      | Усадьба Муравлянка               | Кимовский район, село Муравлянка          | Усадьба отставного каптенармуса Бориса Максимовича Крюкова известна с 1760-х годов, затем принадлежала его сыну унтер-лейтенанту Семёну Борисовичу Крюкову, до 1812 года — дворянину Петру Александровичу Есипову и потом его вдове Вере Яковлевне. В середине и второй половине XIX века — мужу их дочери капитану А. П. Мясоедову, а в 1910-х годах — его дочери, попечительнице общины Красного Креста А. А. Мясоедовой. Сохранились руинированная Никольская церковь (1763), обваловка со следами парка и груда валунов, на которых, по преданию, отдыхала последняя владелица. |
|      | Усадьба Покровское               | Кимовский район, село Покровское          | С конца XVII века — вотчина князей Вадбольских, в роду которых усадьба находилась до 1917 года. Последним владельцем был князь М. В. Вадбольский. Господский дом был деревянный. Крестьяне промышляли хлебопашеством. Женщины, сверх полевой работы, занимались рукоделием, пряли лён, посконь и шерсть, холсты и сукно для своего употребления, а отчасти на продажу. Сохранились Покровская церковь (1767), построенная капитаном князем Михаилом Ивановичем Вадбольским, и два каскадных пруда. |
|      | Усадьба Пронь                    | Кимовский район, посёлок Пронь            | Усадьба гвардии поручика Степана Ивановича Бибикова известна с 1770-х годов. Село именовалось Введенское Проня или Пронь (Введенское). С конца XVIII века ей владели его сыновья — судья Совестного суда генерал-майор Пётр Степанович и полковник Иван Степанович Бибиковы. В середине XIX века усадьба была в собственности уездного предводителя дворянства, генерал-лейтенанта князя А. С. Вяземского (1806—1867) и далее наследники от его двух браков. До 1916 года усадьбой владел адвокат И. А. Бернард и потом его вдова А. Л. Бернард (урождённая Книнен, по первому мужу княгиня Шаховская). Господский дом был деревянным с четырьмя каменными флигелями. При усадебном доме был сад с плодовыми деревьями яблоневыми, вишневыми, красною и черною смородиной. В селе был конный завод с лошадьми немецких и английских пород. Сохранились Введенская церковь (1781) в стиле классицизм, построенная Бибиковыми вместо прежней деревянной, два каскадных пруда на реке Проня и остатки пейзажного парка. |
|      | Усадьба Себино                   | Кимовский район, село Себино              | С первой четверти XVII века в селе Себино, именуемое также Медведково, были вотчины Муромцевых и Бибиковых. Себино было пожаловано Иоанном III татарину Сабину Бибикову, родоначальнику рода Бибиковых, по его имени названо село Себино. В конце XVIII века в селе стояли усадьбы тульского губернатора генерал-майора Матвея Васильевича Муромцева и подполковника Ивана Васильевича Бибикова. Затем усадьбой владел сын Матвея Васильевича Муромцева участник войны 1812 года полковник Матвей Матвеевич Муромцев, который женился на Варваре Гавриловне Бибиковой и усадьбы вошли в единое имение. В дальнейшем усадьбой владел сын Ивана Васильевича Бибикова Василий Иванович Бибиков и его жена Татьяна Васильевна Лёвшина, а впоследствии их дочь Евгения Васильевна Бибикова, бывшая замужем за майором Николаем Александровичем Яньковым. Им наследовал их сын губернский секретарь Александр Николаевич Яньков, а далее владела его дочь Лидия Александровна Янькова, детская подруга Матроны Московской. В усадьбы было три деревянных господских дома. Сохранилась Успенская церковь (1880). |
|      | Усадьба Хованщина                | Кимовский район, село Хованщина           | Усадьба подполковника Ивана Матвеевича Толстого, женатого на Аграфене Ильиничне Бибиковой, известна с 1770-х годов. Затем усадьба перешла к их дочери графине Натальи Ивановне Остерман-Толстой, которая вышла замуж за ярославского губернатора титулярного советника князя Михаила Николаевича Голицына. Им наследовал их сын декабрист князь Валерьян Михайлович Голицын, женатый на княжне Дарьи Андреевне Ухтомской. Затем владел их сын князь Мстислав Валерьянович Голицын, а в 1903 году усадьба отошла дочерям действительного титулярного советника Анне Степановне и Софье Степановне Нечаевым и их брату гофмейстеру Юрию Степановичу Нечаеву-Мальцову. Сохранились заброшенная церковь Михаила Архангела (1856) и руины хозяйственных зданий. |
|      | Усадьба Богучарово               | Киреевский район, село Богучарово         | Усадьба премьер-майора Михаила Семеновича Извольского известна с середины XVIII века. В первой трети XIX века ей владел его сын уездный предводитель дворянства штаб-ротмистр И. М. Извольский. В середине XIX века усадьба была в собственности помещицы В. В. Гвоздева, вышедшей замуж за штабротмистра В. П. Плещеева, а в 1900—1910-х годы — уездного предводителя дворянства, действительного статского советника врача Алексея Алексеевича Гвоздева. В имении было хорошо организованное полеводство, скотоводство, пчеловодство, плодоводство, практиковалось лесоразведение. Сохранилась руинированная Покровская церковь (1763) и могилы И. М. Извольский и нескольких представителей рода Плещеевых. |
|      | Усадьба Пятницкое                | Киреевский район, село Пятницкое          | Усадьба основана в первой четверти XVIII века сержантом Крюковым, построившим в селе в 1725 году деревянную Пятницкую церковь. В последней четверти XVIII века усадьбой владел генерал-поручик Василий Климентович Кретов, который в 1781 году заменил старую церковь на новую деревянную Знаменскую с Пятницким приделом. В середине и второй половине XIX века усадьбой владели майор Константин Матвеевич Языков (1799—1875, родной брат Анемаиды Матвеевны Языковой из усадьбы Сергиевское), затем его сын генерал-лейтенант М. К. Языков (1842—1887), и в 1900-х годах — жена последнего С. А. Языкова. Сохранились Знаменская церковь (1872—1878) и некрополь Языковых рядом с апсидой храма. |
|      | Усадьба Орловка                  | Куркинский район, село Орловка            | В 1770-х годы в селе была усадьба вдовы майорши Аграфены Федоровны Тарбеевой. В первой половине XIX века усадьба принадлежала уездному предводителю дворянства Алексею Александровичу Писареву, а затем его сыну земскому деятелю, уездному предводителю дворянства и другу Льва Николаевича Толстого Рафаилу Алексеевичу Писареву. Далее ей владели его вдова Евгения Павловна Писарева и их сын Владимир Рафаилович Писарев. Сохранились Никольская церковь (1835) в стиле классицизм, грот-колодезь начала XIX века, остатки липового парка с дубовой круговой посадкой, пруды, два школьных здания 1897 и 1913 годов и могила Рафаила Алексеевича Писарева. |
|      | Усадьба Екатерининское           | Куркинский район, посёлок Грибоедово      | Во второй половине XVIII века усадьба принадлежала действительному камергеру князю Михаилу Васильевичу Долгорукову. В самом конце XVIII века она перешла во владение генерал-майора Льва Денисовича Давыдова. К 1811 году усадьба перешла во владение к его сыну действительному камергеру Петру Львовичу Давыдову. В последствии усадьбу купил мемуарист Степан Никитич Бегичев, у которого в гостях бывал его друг Александр Сергеевич Грибоедов. Последней владелицей до 1917 года была его дочь Мария Степановна Бегичева. Сохранились Екатерининская церковь (1800) в стиле классицизм, два пилона въездных ворот и остатки пейзажного липового парка. Около церкви находилась могила Степан Никитич Бегичева. |
|      | Усадьба Высокое                  | Ленинский район, село Высокое             | Усадьба декабриста Михаила Михайловича Нарышкина, где он жил после ссылки с 1844 года. Здесь бывали Николай Сергеевич Бобрищев-Пушкин, Григорий Владимирович Розен, Евгений Петрович Оболенский, Иван Иванович Пущин. В селе на средства Нарышкиных была открыта школа для крестьянских детей. Усадебный дом утрачен. Сохранились руины церкви Николая Чудотворца (1800). К 150-летию восстания декабристов, на месте, где была усадьба Нарышкиных, был установлен памятный знак «Из искры пламя». |
|      | Усадьба Обидимо                  | Ленинский район, село Обидимо             | Усадьба Хомяковых. Во второй половине XVIII века усадьба принадлежала гвардии капитану-поручику Фёдору Степановичу Хомякову. Сохранились фундамент усадебного дома и церковь Рождества Пресвятой Богородицы (1700—1709). На месте усадебного дома установлена памятная табличка. |
|      | Усадьба Белино                   | Чернский район, деревня Белино            | В середине XVIII века село принадлежало помещику майору Стефану Никитичу Хитрову, который в 1744 году построил там деревянную церковь во имя Божией Матери Одигитрии. В начале XIX веке усадьба принадлежала семье отставного генерал-майора барона Антона Антоновича Дельвига, отца поэта и друга Антона Сергеевича Пушкина Антона Антоновича Дельвига. Барон Дельвин умер в 1828 году и был похоронен возле сельской церкви. Сохранились липовый парк-сад и большой пруд с островом. |
|      | Усадьба Беськово                 | Чернский район, урочище Беськово          | Деревня Беськово находилось в верховье реки Малой Снежедки, на её правом берегу. В 1833 году в сельце было 35 домов, в которых проживали 113 мужчин и 120 женщин, все они были крепостные помещицы полковницы Настасьи Сергеевны Паниной, которая имела здесь деревянный господский дом с плодовым садом. Усадьба полностью утрачена. |
|      | Усадьба Ерино                    | Чернский район, деревня Гвоздево          | В документах за 1833 год указано, что селом, где был деревянный господский дом, владеет штабс-капитан Александр Васильевич Чапкин. Затем село перешло к его сыну Василию Александровичу Чапкину. После его смерти в Ерино жила его жена Мария Григорьевна Преображенская, которая, вероятно, не пользовалась большим уважением среди крестьян, так как они называли её иначе «Чапчиха», и даже после революции 1917 года опасались строить свои дома на бывшей барской усадьбе. Усадьба полностью утрачена. |
|      | Усадьба Хитрово                  | Чернский район, деревня Хитрово           | Усадьба родителей Антона Антоновича Дельвига, лицейского друга Александра Сергеевича Пушкина, площадь которой составляла 3 га. Родители Дельвига поселились здесь в начале 1820-х годов, когда генерал-майор барон Дельвиг вышел в отставку. Усадебный дом с мезонином площадью 130—140 м². был построен в 1803—1805 годы из красного дерева. На территории были сад, оранжерея, бахча, цветники и хозяйственные постройки. После смерти родителей Дельвига имение Хитрово перешло к Александру Антоновичу Дельвигу — младшему брату Антона Дельвига. Братья Дельвига поддерживали дружественные отношения с соседями-писателями Львом Николаевичем Толстым и Иваном Сергеевичем Тургеневым, которые бывали в Хитрово. Усадебный дом сгорел. Сохранились остатки пейзажного парка с вековыми деревьями — тополями, липами и клёнами. |
|      | Усадьба Лапотково                | Щёкинский район, село Лапотково           | Усадьба князей Лазаревых и Урусовых. Сохранились в полуразрушенном виде Покровская церковь и фундамент больницы. |
|      | Усадьба Телятинки                | Щёкинский район, деревня Телятинки        | Усадьба Владимира Григорьевича Черткова, единомышленника и друга Льва Толстого. В 1904 году младшая дочь Толстого Александра выкупила у крестьян небольшой участок земли и построила там дом. В 1907 году усадьбу вместе с новостройкой приобрел и стал здесь жить с семьей Владимир Чертков. Через год в старом парке был построен двухэтажный дом. В 1908 году Чертков открыл во флигеле своего дома школу для крестьянских детей. Сохранились барский сад, Сонечкин пруд, созданный по инициативе Софьи Толстой, супруги Льва Толстого, а также пейзажный парк из смешанных пород деревьев от усадьбы Звегинцевой. Главный дом сгорел в 1890-х годы, дом Александры Толстой сгорел в 1920 году, деревянный двухэтажный усадебный дом Черткова разобран в 1962 году, ввиду аварийного состояния. |